# آيابه (كيوتو)
مدينة آيابه (بالإنجليزية: Ayabe)‏ هي أحد المدن التابعة لمحافظة كيوتو. تأسست رسميًا في 01/08/1950. ويقدر عدد سكانها بـ 37081 نسمة حسب تقدير مكتب الإحصاء الياباني لعام 2012. تبلغ مساحة آيابه 347.11 كم2. بكثافة سكانية تبلغ 107 نسمة/كم2.

## توأمة
لآيابه (كيوتو) اتفاقيات توأمة مع كل من:
- القدس (9 فبراير 2000 - )
- تشانغشو (12 مايو 1989 - )

## أعلام
- كيشوماري أيوشيبا